# معمای هستی
معمای هستی، نام آلبومی است با صدای محمدرضا شجریان و نوازندگی محمدرضا لطفی و عبدالنقی افشارنیا که در سال ۱۳۷۶ در دستگاه شور اجرا شد.

## شرح

### هنرمندان
- خواننده: محمدرضا شجریان
- نی: عبدالنقی افشارنیا
- تنبک: همایون شجریان
- سه‌تار: محمدرضا لطفی
- شعر از حافظ، سایر شاعران ناشناسند (تصنیف‌های قدیمی)
- صدابردار: ایرج حقیقی
- طرح: مژگان شجریان

### فهرست
- ساز و آواز: غزل حافظ
- تصنیف پرند شوشتری (آهنگ قدیمی)
- چهارمضراب
- ساز و آواز غزل حافظ
- تصنیف نگار (آهنگ قدیمی)
- ضربی در دشتی
- ساز و آواز: غزل حافظ
- تصنیف چشم مست (آهنگ قدیمی)
- تصنیف ضربی پای لنگ (آهنگ قدیمی)

## ترانه
ساز و آواز: غزل حافظ

### مرا می‌بینی و هر دم زیادت می‌کنی دردم
آواز شور، شعر از حافظ

(درآمد شور)

مرا می‌بینی و هر دم زیادت می‌کنی دردم

مرا می‌بینی و هر دم زیادت می‌کنی دردم

تو را می‌بینم و میلم زیادت می‌شود هر دم

(جمله اول رضوی)

به سامانم نمی‌پرسی نمی‌دانم چه سر داری

به درمانم نمی‌کوشی نمی‌دانی مگر دردم

نمی‌دانی مگر دردم

(جمله دوم رضوی)

نه راه است این که بگذاری مرا بر خاک و بگریزی

نه راه است این که بگذاری مرا بر خاک و بگریزی

و بگریزی

گذاری آر و بازم پرس

گذاری آر و بازم پرس تا خاک رهت گردم

(جمله سوم رضوی)

ندارم دستت از دامن

ندارم دستت از دامن بجز در خاک آن دم هم

که بر خاکم روان گردی بگیرد دامنت گردم

که بر خاکم روان گردی بگیرد دامنت گردم

(حجاز)

فرو رفت از غم عشقت دَمَم دم می‌دمی تا کی

دم می‌دمی تا کی

فرو رفت از غم عشقت دَمَم دم می‌دمی تا کی

دِمار از من برآوردی

برآوردی

برآوردی

نمی‌گویی برآوردم

(رضوی)

به سامانم نمی‌پرسی نمی‌دانم چه سر داری

به درمانم نمی‌کوشی نمی‌دانی مگر دردم

نمی‌دانی مگر دردم
تصنیف پرند شوشتری (آهنگ قدیمی)

دو زلفونت بود

دو زلفونت بود

تار ربابم ماه من

بود تار رباب

تار ربابم

چه میخواهی ازین حال خرابُم

ازین حال خراب

حال خرابم

ته که با مو سر یاری نداری

چرا هر نیمه شُو

چرا هر نیمه شُو

آیی بخوابُم

ماه من

به شو آِیی به خواب

آیی به خوابُم

پرندِ شوشتری

پرندِ شوشتری

زگل نازک تری

ندیده بودم

حالا دیدم

حالا دیدم

حالا دیدم

اگر مستم من از

اگر مستم من از

عشق تو مستم

ماه من

که از عشق تو مست، عشق تو مستم

بیا بنشین که دل

بیا بنشین که دل

بردی ز دستم ماه من

که دل بردی زدست

بردی زدستم

تو که با مو سر

تو که با مو سر

یاری نداری

یاری نداری

چرا هر نیمه شُو

چرا هر نیمه شُو

آیی بخوابُم

ماه من

به شو آِیی به خواب

آیی به خوابُم

پرندِ شوشتری

پرندِ شوشتری

زگل نازک تری

ندیده بودم

حالا دیدم

حالا دیدم

حالا دیدم

سازوآواز غزل حافظ

(سلمک)
زاهد ظاهرپرست از حال ما آگاه نیست

در حق ما هر چه گوید جای هیچ اکراه نیست

(قرچه)
بنده پیر خراباتم که لطفش دایم است

ور نه لطف شیخ و زاهد گاه هست و گاه نیست

(رضوی)
هر چه هست از قامت ناساز بی اندام ماست

ور نه تشریف تو بر بالای کس کوتاه نیست

(رضوی)

این چه استغناست یا رب وین چه قادر حکمت است

کاین همه زخم نهان هست و مجال آه نیست

(رضوی)

چیست این سقف بلند سادۀ بسیارنقش

زین معما هیچ دانا در جهان آگاه نیست

(رضوی)

هر چه هست از قامت ناساز بی اندام ماست

ور نه تشریف تو بر بالای کس کوتاه نیست

(سلمک)

تا چه بازی رخ نماید بیدقی خواهیم راند

عرصه شطرنج رندان را مجال شاه نیست

تصنیف نگار در گوشه شهناز (آهنگ قدیمی)
هرچه کنی بکن مکن ترک من ای نگار من

هر چه بری ببر مبر آخ سنگدلی به کار من

هر چه بری ببر مبر رشته الفت مرا

هر چه کنی بکن مکن خانه اختیار من

هر چه روی برو مرو راه خلاف دوستی

هر چه زنی بزن مزن طعنه به روزگار من

ساز و آواز: غزل حافظ